# 関数一覧
この記事は、数学の中で、特別の名前を冠する関数の各記事を参照する一覧である。

## 初等関数
ジョゼフ・リウヴィルは初等関数を次のように定義した。多項式を第 0 級初等関数、指数関数 ez と対数関数 log(z) を第 1 級初等関数、両者をあわせて、たかだか第 1 級初等関数と呼ぶ。以下、関数の合成を行うことで、たかだか第 n 級初等関数を帰納的に構成できる。たかだか第 n 級初等関数であって、たかだか第 n−1 級初等関数でないものを、第 n 級初等関数と呼ぶ。
- 多項式関数: 多項式は不定元のべきの定数倍と、それらの和のみからなり、不定元への値の代入が関数を定める。べき関数とも呼ばれる。多項式の次数 n により 「n 次関数」のようにも呼ばれる。
  - 一次関数
  - 二次関数
  - 三次関数
- 有理関数: 多項式の商で与えられる関数。分数関数、代数関数とも。
- 平方根: 二乗すると与えられた数になるような数を返す。
- 立方根: 三乗すると与えられた数になるような数を返す。
- 指数関数: ある定数の冪乗。特に、自然対数の底 e の冪乗を扱うことが多い。
- 対数関数: 指数関数の逆関数であり、指数を含む方程式を解くのに便利。
- 三角関数: 正弦関数 (sin)、余弦関数 (cos)、正接関数 (tan)など。幾何学や、周期的な現象を記述するために使われる。
- 双曲線関数: 双曲正弦関数 (sinh)、双曲余弦関数 (cosh) など。三角関数に似た関係式を持つ。
  - 逆双曲線関数: 双曲線関数の逆関数。
- グーデルマン関数: 双曲線関数と逆三角関数の合成関数。

## 整数論的関数
主に整数論で使われる関数の一覧。
- σ 関数: 与えられた自然数の、各約数の累乗の総和。
- オイラーの φ 関数: 与えられた自然数以下で、その自然数と互いに素な自然数の個数。
- 分割関数: 与えられた正整数を、正整数の和で書き表す方法が、順序をのぞいて何通りあるか。そのパターン数を与える関数。
- メビウス関数：n が平方因子を持つ数ならば μ(n) = 0、n が相異なる偶数個の素数の積ならば μ(n) = 1、n が相異なる奇数個の素数の積ならば μ(n) = −1 と n によって3通りの値をとる関数。
- ゼータ関数[1]およびその類似物であるL関数：これらの関数と素数の間に深い関係があることは、リーマン予想で示唆されている。リーマン予想を仮定すると 素数の個数（与えられた数以下の素数 の個数。しばしば π(x) と記す）も精度の高い式が得られることが知られている。ディリクレ級数のひとつでもある。

## その他の特殊関数
固有の名前がついた関数を特殊関数というが、ここは他の分類に収まらないものの一覧。
- 絶対値: 与えられた数の符号を取り払ったもの。
- 床関数: 与えられた実数を越えない最大の整数を返す。
- 天井関数: 与えられた実数を下まわらない最小の整数を返す。
- ガンマ関数: 階乗の実数全体に対する一般化。
- 楕円積分: 楕円の周の長さから生じる。多くの応用において重要である。
- 楕円関数[2][3]: 楕円積分の逆関数。二重周期を持つ現象のモデル化に用いられる。
- 指数積分: 指数関数を含む積分で定義される。
- ベッセル関数[4][5]: 微分方程式により定義される。天文学、電磁気学、工学でよく使われる。
- 対数積分: 「対数関数分の 1」の不定積分。素数定理において重要。
- ランベルトの W 関数: f (w) = w exp(w) の逆関数。
- 誤差関数: 正規乱数で重要な積分。
- ベータ関数: ガンマ関数を用いて表現できる。
- アッカーマン関数 (Ackermann function): 計算理論において、原始帰納的でない帰納的関数。
- クヌースの矢印表記:巨大数の表示に利用される表記法あるいは関数。アッカーマン関数の値はクヌースの矢印表記を用いて表すことができる。
- ヘヴィサイドの階段関数 (Heaviside step function): 負の値に対し 0 を、0 に対し 1/2 を、正の値に対し 1 をそれぞれ対応させる不連続な実数値関数。ディラックのデルタ関数を確率密度関数としたときの累積分布関数にあたる。
- ディリクレの関数: x が有理数であれば 1 を、無理数であれば 0 を返す関数。R 上のいたる点で不連続である関数の典型例。リーマン積分不可能 (ルベーグ積分は可能) な関数として、よく引き合いに出される。
- 多重対数関数： 対数関数の一般化[6]。

## 超関数
- ディラックのデルタ関数: 0 以外の任意の実数に対しては 0 が対応し、0 を内点とする任意の区間上で独立変数を変化させていくときの（広義）積分の値が 1 であるような超関数。普通の意味での関数ではないが確率分布ではある。

## 関数のクラス
ここは固有の名前がついた関数ではなく、名前のついた性質をもった関数の一覧。
- 一方向性関数 (oneway function): 簡単に計算できるが、逆関数の計算が非常に困難な関数。暗号理論で用いられる概念。
- 行列値関数：行列を変数として持つ関数[7]、例えば行列指数関数・行列の対数・行列の平方根などがある。
- グリーン関数: 波動方程式を解くのに用いられる[8]。
- 加法関数: 因数の積と和が等しい
- 解析関数: 局所的に収束するベキ級数で定義される[9][10]
- 整関数: 定義域が複素平面であるような正則関数
- 偶関数: f (−x) = f (x) が成り立つ
- 奇関数: f (−x) = −f (x) が成り立つ
- 正則関数: 領域内のすべての点で微分可能な複素関数
- 単調関数: 順序を保存する関数